# Victoria Sanchez

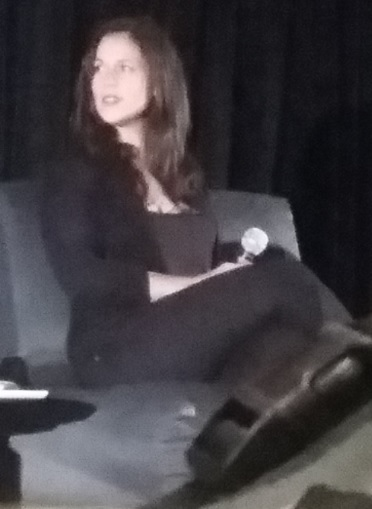
Victoria Sanchez

Victoria Sanchez (* 24. Januar 1976 auf den Kanarischen Inseln, Spanien) ist eine kanadische Schauspielerin.

## Werdegang
Victoria Sanchez wurde als Tochter einer polnischen Tänzerin und eines spanischen Dokumentarfilmers auf den Kanarischen Inseln geboren. Ihr Bruder ist der Regisseur Federico Sanchez. 1985 wanderte die Familie von Spanien nach Kanada aus. Sanchez wuchs aufgrund ihrer Familienverhältnisse viersprachig auf: Polnisch, Spanisch, Englisch und Französisch.
Sie machte ihren Abschluss am John Abbott College in Sainte-Anne-de-Bellevue. Danach begann sie im zunächst im kanadischen Kinderfernsehen aufzutreten.
Sanchez lebt in Montreal.

## Filmografie (Auswahl)
- 1990: Watatatow (Fernsehserie)
- 1997–1999: Student Bodies (Fernsehserie)
- 1998: Der Ritter der Apokalypse (The Minion)
- 1998: Sublet
- 1998: This Is My Father
- 1999: P.T. Barnum
- 1999: Perpetrators of the Crime
- 1999: The Hunger (Fernsehserie, Folge 2x10)
- 2000: Hexen für die Schule des Satans (Satan’s School for Girls, Fernsehfilm)
- 2000: La promesse (Kurzfilm)
- 2000: Saint Jude
- 2001: Die unendliche Geschichte – Die Abenteuer gehen weiter (Tales from the Neverending Story, Fernsehserie, 4 Folgen)
- 2001: Dorian – Pakt mit dem Teufel (Dorian)
- 2001: Wolfgirl (Wolf Girl, Fernsehfilm)
- 2001: Gefährliches Erbe (Largo Winch, Fernsehserie, 2 Folgen)
- 2002: Bliss (Fernsehserie, Folge 1x08)
- 2002: Undressed – Wer mit wem? (MTV’s Undressed, 6. Staffel)
- 2003: Dorian – Pakt mit dem Teufel (Pact With the Devil)
- 2003: Mambo Italiano
- 2004: Eternal Shades of Bloody Sex (Eternal)
- 2006: Flirting with Danger (Fernsehfilm)
- 2006: Matchball für die Liebe (15/Love, Fernsehserie, 2 Folgen)
- 2013: Algonquin
- 2015: The Badge
- 2017: Pyewacket: Tödlicher Fluch (Pyewacket)
- 2018: Tom Clancy’s Jack Ryan (Fernsehserie)
- 2019: Slasher (Fernsehserie, 1 Folge)
- 2021: Best Sellers